# Antonio Valdoni
Antonio Valdoni (Trieste, 1834 – Milano, 1890) è stato un pittore italiano, principalmente di paesaggi alpini e lombardi.

## Biografia
Attivo nelle guerre di indipendenza come partigiano di Garibaldi, Valdoni si trasferì a Milano nel 1866. Studiò pittura all'Università di Padova. Tra le sue opere: Prima della pioggia; L'Adda nei dintorni di Lecco; Sul lago d'Olginate; A Pescate vicino a Lecco; Faggi; e Stagno. Espone a Milano e Napoli le seguenti opere: Colpo di vento; Marina; Barche dell'Adriatico; A Nervi; Riviera di Genova; Al porto; Il Ticino a Sesto Calende; e Boscaglia.